# Меттій Фуфетій
Меттій Фуфетій (лат. Mettius Fufetius; ? — 670-ті до н.е.) — напівлегендарний диктатор Альба-Лонги, який, відповідно до римської міфопоетичної традиції, був обраний після смерті царя Гая Клуілія, що помер після початку війни між Римом та Альба-Лонгою. Після того, як замість великої битви доля міст була вирішена боєм між Гораціями та Куріаціями, Альба-Лонга підкорилася Риму та уклала з ним військовий союз. Після цього Меттій таємно підштовхував міста Веї та Фідени піти війною проти Риму. Після початку війни він не вступав до бою, очікуючи на мить, коли стане зрозумілим переможець. Після перемоги Риму за зраду його було страчено, а Альба-Лонгу — зруйновано.